# Ciclo a generatore di gas

Ciclo a generatore di gas. Una parte del combustibile e dell'ossidante è bruciata in una camera di combustione separata per alimentare le turbopompe. I gas di scarico sono espulsi da un ugello secondario

Il ciclo a generatore di gas è un ciclo termodinamico aperto utilizzato nei motori a razzo a bipropellente liquido. Una parte del propellente è bruciata in una camera di combustione separata da quella principale in modo da alimentare la turbina delle turbopompe. I gas di scarico sono poi espulsi da un ugello secondario.
Impiegato su un vasto numero di endoreattori (tra cui il Vulcain, l'F-1, il Merlin), a parità di spinta ha il vantaggio di una complessità costruttiva e pesi inferiori rispetto al ciclo a combustione stadiata ma al costo di un impulso specifico più basso.

## Descrizione
Come in molti motori a propellente liquido, il combustibile può essere utilizzato per raffreddare le pareti dell'ugello e della camera di combustione, con il duplice effetto di mantenere una temperatura accettabile dei materiali durante tutto il tempo di funzionamento e recuperare parte del calore liberato nella combustione che altrimenti sarebbe andato perso. Nel ciclo a generatore di gas, in una camera di combustione secondaria viene fatto reagire parte del propellente in modo da generare gas caldi in grado di muovere la turbina delle turbopompe. Queste, trascinando le pompe di bassa ed alta pressione del combustibile e dell'ossidante, alimentano la camera di combustione principale generando i gas ad alta temperatura e pressione che, espandendosi nell'ugello, producono la spinta. I gas espulsi dalla turbina, invece, sono scaricati all'esterno del motore senza produrre una spinta apprezzabile.
A differenza di quello che avviene nei cicli chiusi (come ad esempio il ciclo a combustione stadiata), i gas espulsi dalla turbina della turbopompa venendo liberati in atmosfera (o nel vuoto) non devono soddisfare particolari requisiti di alte pressioni a valle dello scarico. Ciò comporta una notevole riduzione nei pesi e della complessità costruttiva del sistema di alimentazione della camera di combustione principale. D'altra parte, liberare in atmosfera il propellente usato per muovere la turbina comporta una diminuzione dell'impulso specifico del motore e quindi una minore efficienza termodinamica.